# Arieh Warshel
Arieh Warshel (Hebreeuws: אריה ורשל) (Kibboets Sde Nahum, 20 november 1940) is een Israëlisch-Amerikaans biochemicus. In 2013 kreeg hij de Nobelprijs voor de Scheikunde samen met Martin Karplus en Michael Levitt voor de ontwikkeling van multischaalmodellen voor complexe chemische systemen.

## Biografie
Warsel studeerde scheikunde aan het Technion in Haifa en het Weizmann Instituut van Wetenschappen waar hij ook promoveerde. Hij was werkzaam aan het Laboratory of Molecular Biology in Cambridge en werd in 1976 hoofd van de vakgroep scheikunde aan de University of Southern California. Warshel is lid van de National Academy of Sciences.
Samen met Levitt had Warshel bij het Weizmann Instituut in Israël een van de eerste computersoftware geschreven voor het modelleren van molecuulstructuren van eiwitten. Met Karplus paste hij later deze software toe voor de modellering van retinal, een relatief eenvoudige eiwit verantwoordelijk voor visuele waarneming (zien) in het netvlies.